# أليكساندر براسور
أليكساندر براسور (بالفرنسية: Alexandre Brasseur)‏
```
هو 
ممثل
 
فرنسي
، ولد في 
29 مارس
 
1971
 في 
نويي-سور-سين
 في 
فرنسا
.
[
1
]
```

## وصلات خارجية
- الموقع الرسمي
- أليكساندر براسور على موقع IMDb (الإنجليزية)
- أليكساندر براسور على موقع ألو سيني (الفرنسية)
- أليكساندر براسور على موقع قاعدة بيانات الفيلم (الإنجليزية)
- أليكساندر براسور على موقع كينوبويسك (الروسية)